# Stephan Báthory (Palatin von Ungarn)
Stephan Báthory von Ecsed, ungarisch: Báthory István, (* 1490; † 8. Mai 1530 in Devín) war ein ungarischer Adliger und Heerführer. Seine höchste Stellung war die des Palatin von Ungarn.

## Leben
Er war der älteste Sohn des Andreas Báthory von Ecsed (1445–1495) und Neffe des Stephan Báthory, eines Heerführers und späteren Woiwoden von Siebenbürgen.
Als Comes von Temesvár kämpfte er 1514 gegen den Rebellenführer György Dózsa. Am 28. Mai 1519 wurde er zum Palatin von Ungarn gewählt. In diesem Amt unterstützte er nach der Schlacht von Mohács Ferdinand I. als Anwärter auf den ungarischen Königsthron.
Seine Frau war Sophia Herzogin von Masowien. Sie hatten eine Tochter, Clara, welche Karl Herzog von Münsterberg heiratete. Báthory starb im Jahre 1530. Er hatte mehrere Geschwister, darunter die Brüder Andreas und Georg sowie die Schwestern Elisabeth und Madeleine.